# Joachim Heinrich Campe
Joachim Heinrich Campe (født 29. juni 1746, død 22. oktober 1818) var en tysk skolemand og pædagogisk forfatter.
Campe blev født i Deensen i hertugdømmet Braunschweig. Han studerede teologi ved universitetet i Halle, blev 1773 feltpræst og 1776 præst i Potsdam, efter at han i et par år havde været huslærer for brødrene Wilhelm og Alexander Humboldt. Stærkt grebet af Johann Bernhard Basedows tanker om en reform
af opdragelsen modtog han beredvillig en opfordring til at komme til Dessau 1776 for at blive lærer ved det derværende Filantropin. På grund af uenighed med Basedow opgav han denne virksomhed og oprettede 1777 i Billwerder ved Hamburg en opdragelsesanstalt, som 1783 blev flyttet til Trittau i Holsten.
1786 overlod han anstalten til Ernst Christian Trapp og fulgte hertugen af Braunschweigs indbydelse til at omordne hertugdømmets skolevæsen. Campe måtte dog snart opgive sine reformplaner på grund af den modstand, han mødte hos gejstligheden og stænderne. Han overtog derpå en skoleboghandel og levede for øvrigt som forfatter. Det er ved denne sidste virksomhed, han har vundet sig et navn.
Campe var en stor børneven og besad ikke ringe evne til populær fremstilling. Men hans tænkemåde var præget af åndløshed og nyttesyge; betegnende er hans udtalelse om, at han satte opfinderen af spinderokken over Iliadens og Odysseens digter. Derfor måtte den store anseelse, han nød hos sin samtid, nødvendigvis tabe sig, da Oplysningstidens idealer blegnede.
Af hans talrige pædagogiske arbejder er det bindstærke Revisions-værk (1785-91, oversat til dansk 1799-1806 af Johan Werfel) det bekendteste. Her fremsatte hovedmændene for den filantropistiske skole deres pædagogiske anskuelser ved siden af John Lockes og Rousseaus klassiske skrifter om opdragelsen. Mest kendt er Campe blevet ved sine 39 bind børne- og ungdomsskrifter, af hvilke Robinson Crusoe den Yngre siden dens fremkomst, 1779, har oplevet utallige oplag i Tyskland og i oversættelser er spredt over hele verden. Også hans Amerikas Opdagelse har holdt sig til vore dage.
I Danmark havde Campe i sin tid et anset navn; næsten alle hans pædagogiske arbejder udkom i dansk oversættelse, og hans lærebøger i religion og moral brugtes i højere skoler og ved privatundervisning, om end under stærk modstand af Nicolai Edinger Balle og andre mænd af den gamle skole. På dette område var hans betydning dog kun forbigående; men hans Robinson var stadig i lang tid fremover en af de mest læste børnebøger.